# Grand Prix automobile d'Argentine 1998
GP précédent GP suivant
Le Grand Prix automobile d'Argentine 1998 (Gran Premio Marlboro Argentina 1998), disputé le 12 avril 1998 sur le circuit Oscar Alfredo Galvez, est la 617e épreuve du championnat du monde de Formule 1 courue depuis 1950. Il s'agit de la vingt-et-unième édition du Grand Prix d'Argentine comptant pour le championnat du monde de Formule 1 et de la troisième manche du championnat 1998.

## Qualifications
| Pos. | No | Pilote                | Écurie              | Temps          |
| ---- | -- | --------------------- | ------------------- | -------------- |
| 1    | 7  | David Coulthard       | McLaren-Mercedes    | 1 min 25 s 852 |
| 2    | 3  | Michael Schumacher    | Ferrari             | 1 min 26 s 251 |
| 3    | 8  | Mika Häkkinen         | McLaren-Mercedes    | 1 min 26 s 632 |
| 4    | 4  | Eddie Irvine          | Ferrari             | 1 min 26 s 780 |
| 5    | 10 | Ralf Schumacher       | Jordan-Mugen-Honda  | 1 min 26 s 827 |
| 6    | 2  | Heinz-Harald Frentzen | Williams-Mecachrome | 1 min 26 s 876 |
| 7    | 1  | Jacques Villeneuve    | Williams-Mecachrome | 1 min 26 s 941 |
| 8    | 6  | Alexander Wurz        | Benetton-Playlife   | 1 min 27 s 198 |
| 9    | 9  | Damon Hill            | Jordan-Mugen-Honda  | 1 min 27 s 483 |
| 10   | 5  | Giancarlo Fisichella  | Benetton-Playlife   | 1 min 27 s 836 |
| 11   | 14 | Jean Alesi            | Sauber-Petronas     | 1 min 27 s 839 |
| 12   | 15 | Johnny Herbert        | Sauber-Petronas     | 1 min 28 s 016 |
| 13   | 21 | Toranosuke Takagi     | Tyrrell-Ford        | 1 min 28 s 811 |
| 14   | 18 | Rubens Barrichello    | Stewart-Ford        | 1 min 29 s 375 |
| 15   | 11 | Olivier Panis         | Prost-Peugeot       | 1 min 29 s 320 |
| 16   | 12 | Jarno Trulli          | Prost-Peugeot       | 1 min 29 s 352 |
| 17   | 17 | Mika Salo             | Arrows              | 1 min 29 s 617 |
| 18   | 16 | Pedro Diniz           | Arrows              | 1 min 29 s 617 |
| 19   | 22 | Shinji Nakano         | Minardi-Ford        | 1 min 30 s 054 |
| 20   | 23 | Esteban Tuero         | Minardi-Ford        | 1 min 30 s 158 |
| 21   | 20 | Ricardo Rosset        | Tyrrell-Ford        | 1 min 30 s 437 |
| 22   | 19 | Jan Magnussen         | Stewart-Ford        | 1 min 31 s 178 |

## Classement
| Pos. | No | Pilote                | Écurie              | Tours | Temps/Abandon                      | Grille | Points |
| ---- | -- | --------------------- | ------------------- | ----- | ---------------------------------- | ------ | ------ |
| 1    | 3  | Michael Schumacher    | Ferrari             | 72    | 1 h 48 min 36 s 175 (169,414 km/h) | 2      | 10     |
| 2    | 8  | Mika Häkkinen         | McLaren-Mercedes    | 72    | + 22 s 898                         | 3      | 6      |
| 3    | 4  | Eddie Irvine          | Ferrari             | 72    | + 57 s 745                         | 4      | 4      |
| 4    | 6  | Alexander Wurz        | Benetton-Playlife   | 72    | + 1 min 08 s 134                   | 8      | 3      |
| 5    | 14 | Jean Alesi            | Sauber-Petronas     | 72    | + 1 min 18 s 286                   | 11     | 2      |
| 6    | 7  | David Coulthard       | McLaren-Mercedes    | 72    | + 1 min 19 s 751                   | 1      | 1      |
| 7    | 5  | Giancarlo Fisichella  | Benetton-Playlife   | 72    | + 1 min 28 s 437                   | 10     |        |
| 8    | 9  | Damon Hill            | Jordan-Mugen-Honda  | 71    | + 1 tour                           | 9      |        |
| 9    | 2  | Heinz-Harald Frentzen | Williams-Mecachrome | 71    | + 1 tour                           | 6      |        |
| 10   | 18 | Rubens Barrichello    | Stewart-Ford        | 70    | + 2 tours                          | 14     |        |
| 11   | 12 | Jarno Trulli          | Prost-Peugeot       | 70    | + 2 tours                          | 16     |        |
| 12   | 21 | Toranosuke Takagi     | Tyrrell-Ford        | 70    | + 2 tours                          | 13     |        |
| 13   | 22 | Shinji Nakano         | Minardi-Ford        | 69    | + 3 tours                          | 19     |        |
| 14   | 20 | Ricardo Rosset        | Tyrrell-Ford        | 68    | + 4 tours                          | 21     |        |
| 15   | 11 | Olivier Panis         | Prost-Peugeot       | 65    | Moteur                             | 15     |        |
| Abd. | 23 | Esteban Tuero         | Minardi-Ford        | 63    | Sortie de piste                    | 20     |        |
| Abd. | 1  | Jacques Villeneuve    | Williams-Mecachrome | 52    | Collision                          | 7      |        |
| Abd. | 15 | Johnny Herbert        | Sauber-Petronas     | 46    | Crevaison                          | 12     |        |
| Abd. | 10 | Ralf Schumacher       | Jordan-Mugen-Honda  | 22    | Sortie de piste                    | 5      |        |
| Abd. | 17 | Mika Salo             | Arrows              | 18    | Boîte de vitesses                  | 17     |        |
| Abd. | 19 | Jan Magnussen         | Stewart-Ford        | 17    | Transmission                       | 22     |        |
| Abd. | 16 | Pedro Diniz           | Arrows              | 13    | Boîte de vitesses                  | 18     |        |

## Pole position et record du tour
- Pole position : David Coulthard en 1 min 25 s 852 (vitesse moyenne : 178,591 km/h).
- Meilleur tour en course : Alexander Wurz en 1 min 28 s 179 au 39e tour (vitesse moyenne : 173,878 km/h).

## Tours en tête
- David Coulthard : 4 (1-4)
- Michael Schumacher : 54 (5-28 / 43-72)
- Mika Häkkinen : 14 (29-42)

## Classements généraux à l'issue de la course
| Pos. | Pilote                | Écurie              | Points |
| ---- | --------------------- | ------------------- | ------ |
| 1    | Mika Häkkinen         | McLaren-Mercedes    | 26     |
| 2    | Michael Schumacher    | Ferrari             | 14     |
| 3    | David Coulthard       | McLaren-Mercedes    | 13     |
| 4    | Eddie Irvine          | Ferrari             | 7      |
| 5    | Heinz-Harald Frentzen | Williams-Mecachrome | 6      |
| 6    | Alexander Wurz        | Benetton-Playlife   | 6      |
| 7    | Jean Alesi            | Sauber-Petronas     | 2      |
| 8    | Jacques Villeneuve    | Williams-Mecachrome | 2      |
| 9    | Johnny Herbert        | Sauber-Petronas     | 1      |
| 10   | Giancarlo Fisichella  | Benetton-Playlife   | 1      |

| Pos. | Écurie              | Points |
| ---- | ------------------- | ------ |
| 1    | McLaren-Mercedes    | 39     |
| 2    | Ferrari             | 21     |
| 3    | Williams-Mecachrome | 8      |
| 4    | Benetton-Playlife   | 7      |
| 5    | Sauber-Petronas     | 3      |

## Statistiques
- 28e victoire pour Michael Schumacher.
- 114e victoire pour Ferrari en tant que constructeur.
- 114e victoire pour Ferrari en tant que motoriste.